# بودولسك
بودولسك (بالروسية: Подольск)، هي إحدى مدن روسيا في الكيان الفدرالي الروسي موسكو أوبلاست. يبلغ عدد سكانها 183095 نسمة. 

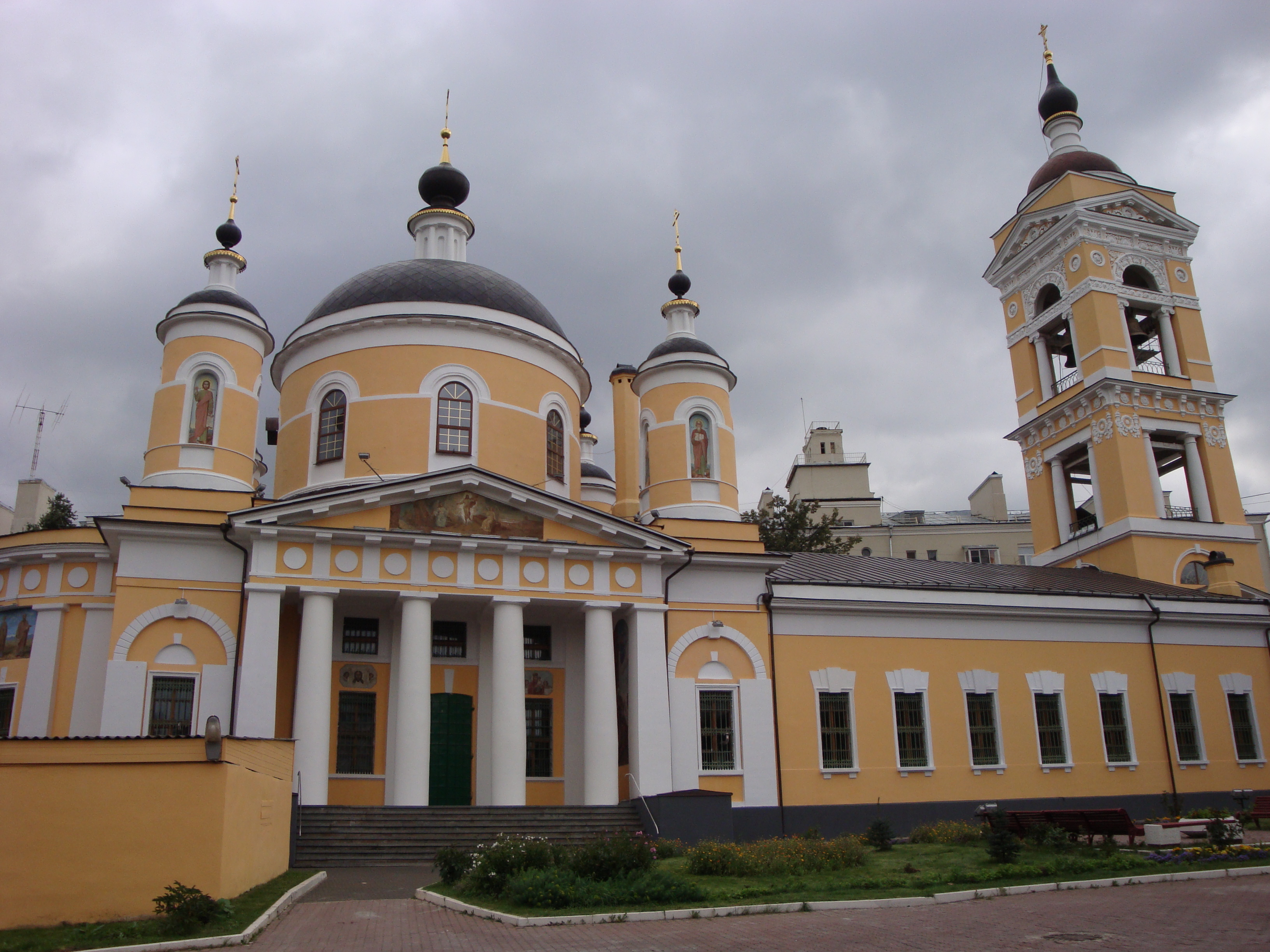
كنيسة الثالوث المقدس في بودولسك.

## توأمة
لبودولسك اتفاقيات توأمة مع كل من:
- شومن
- باريساو
- كافارنا منذ (2006 - )
- وانادزور
- سانت أوين سور سين
- تشيرنوفتسي (8 سبتمبر 2001 - 27 فبراير 2016)[8]

## أعلام
- فالنتين تورشين
- ليف نيكولايفيتش كوروليوف
- إيغور سرغون
- أندريه سموليكوف
- سيرجي ماكاروف